# 링컨 (자동차)
링컨(The Lincoln Motor Company)은 미국의 자동차 제조 회사인 포드 모터 컴퍼니의 고급 승용차 브랜드이다. 브랜드의 유래는 창업자인 헨리 마틴 릴랜드가 존경했던 미국의 제16대 대통령 에이브러햄 링컨에서 따왔다. 캐딜락과 함께 미국을 대표하는 고급차로서 알려져 있다.
판매 지역은 북미, 중동, 대한민국을 더해, 최근에는 중국에도 진출했다.

## 판매 모델

### SUV
- 네비게이터
- 에비에이터
- 노틸러스
- 코세어

### 단종 모델
- MKZ
- 컨티넨탈
- MKS
- MKC
- MKX
- MKT
- 마크 LT
- 타운카

## 사진첩

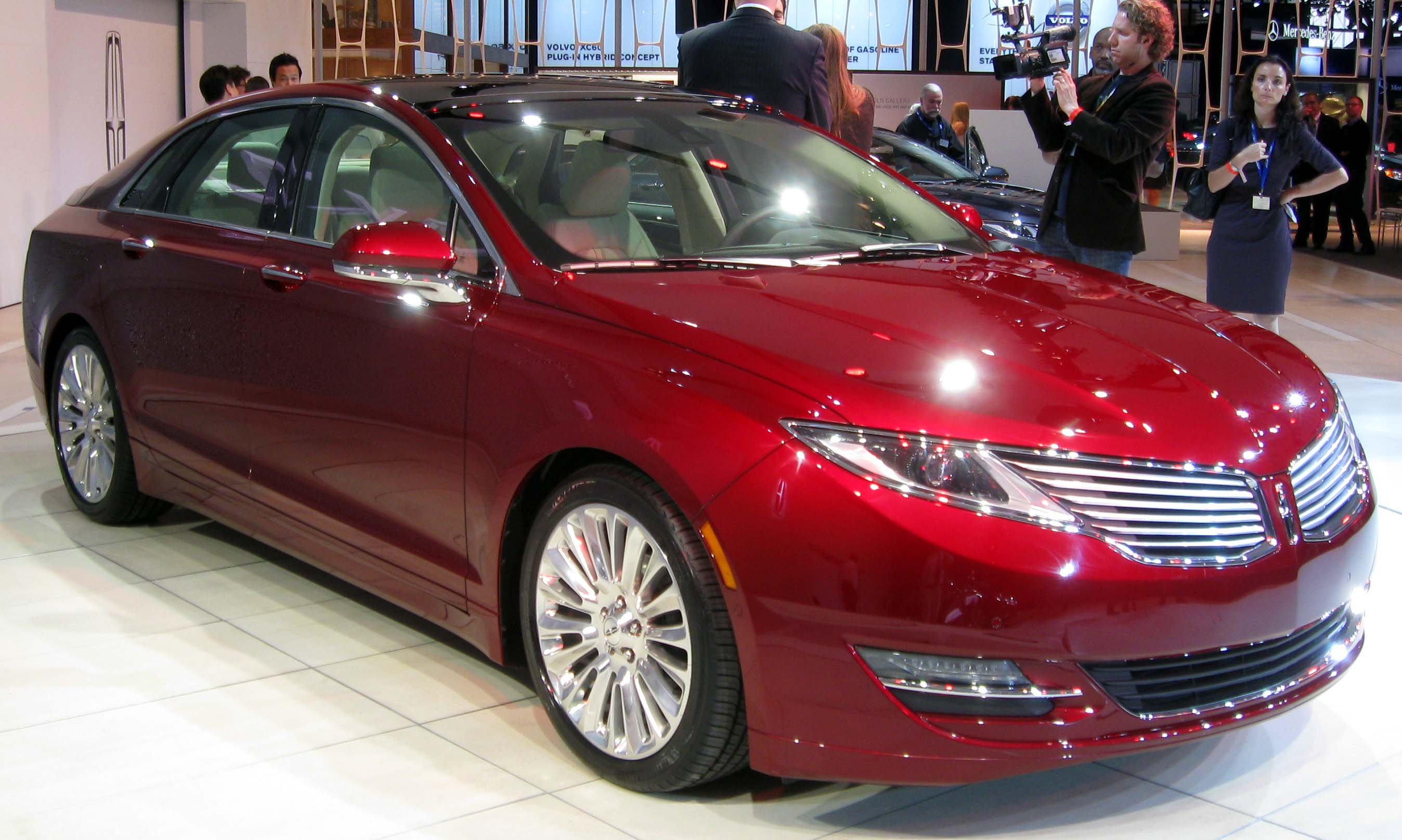
MKZ
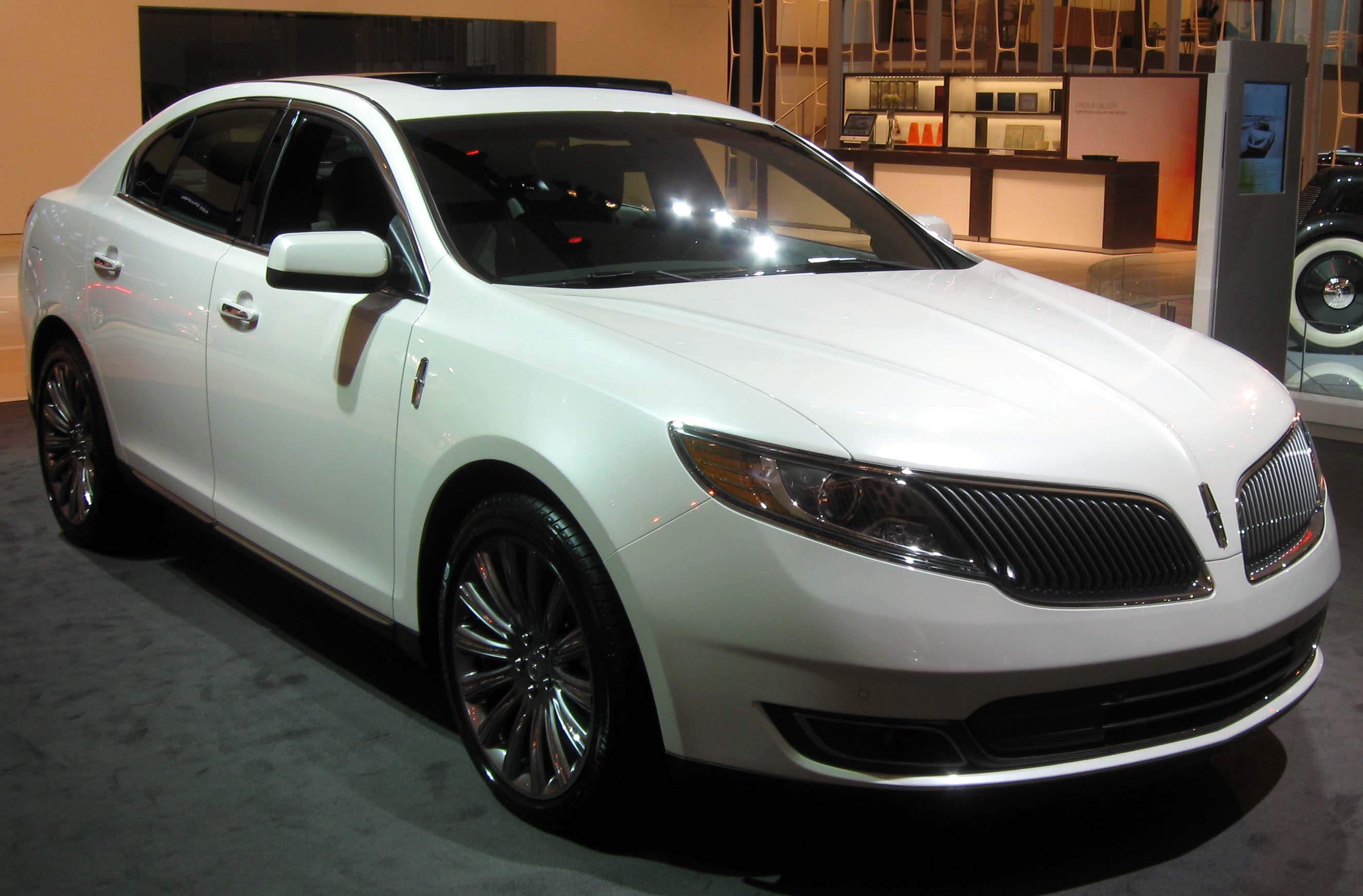
MKS
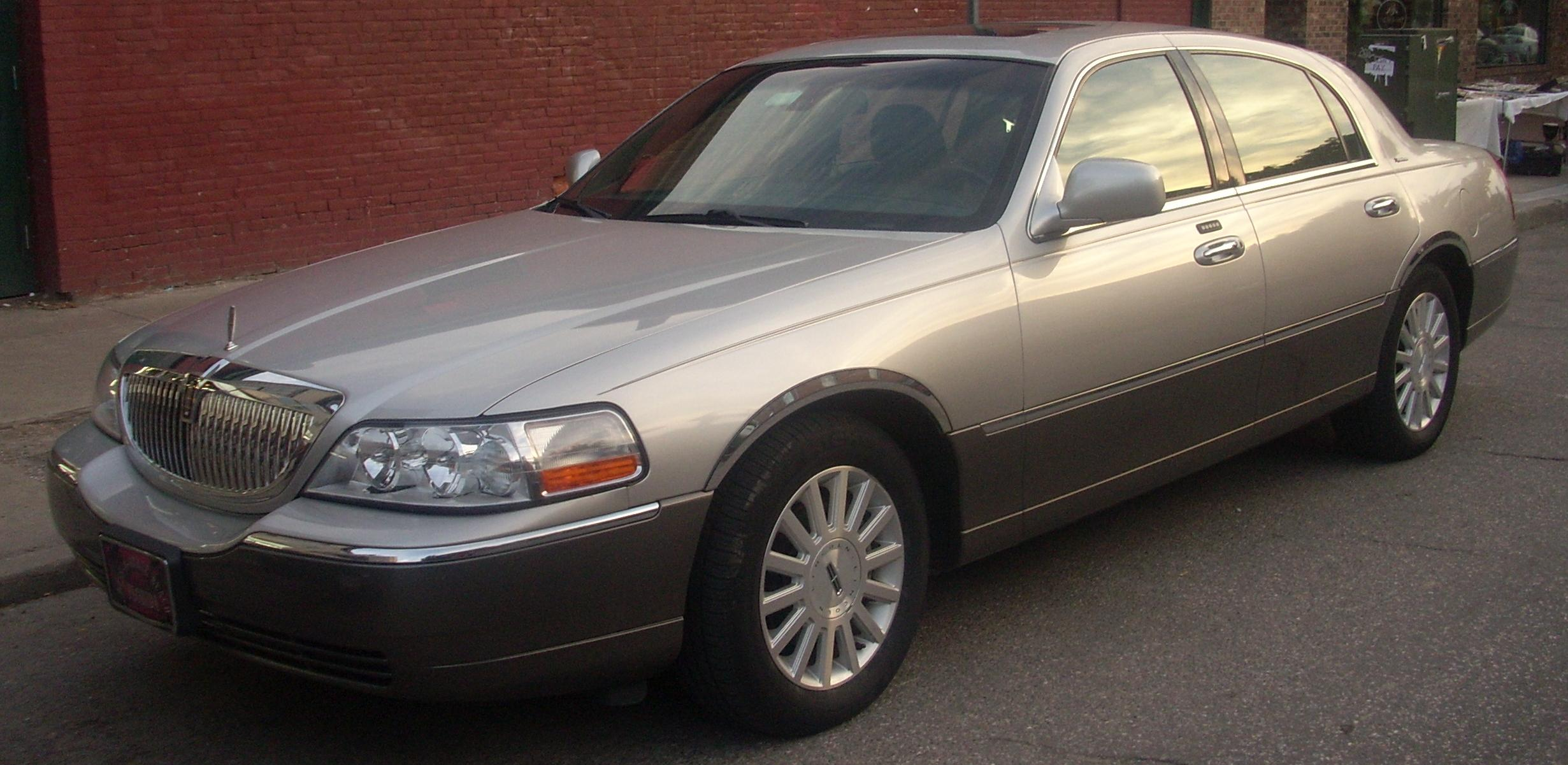
타운카
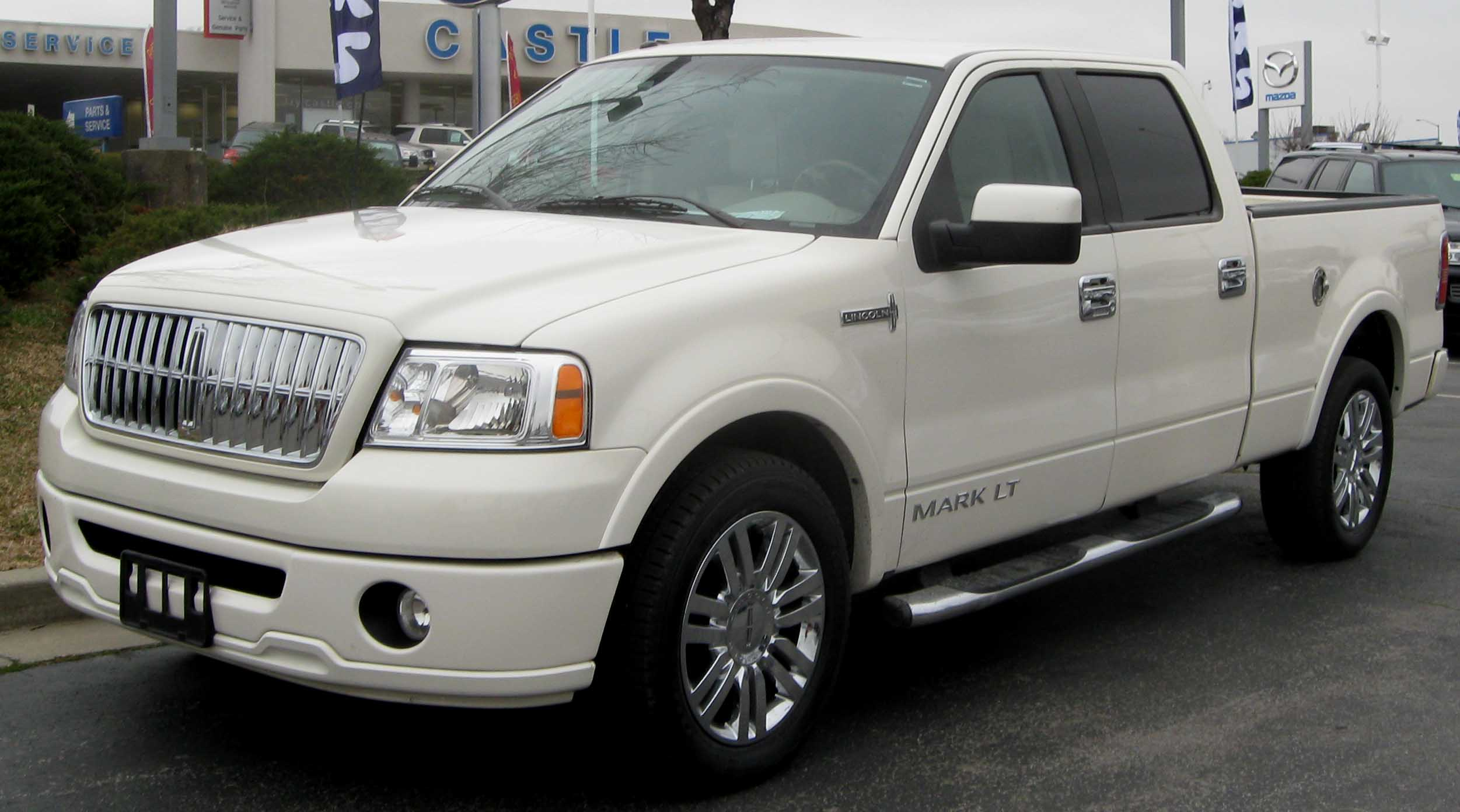
마크 LT
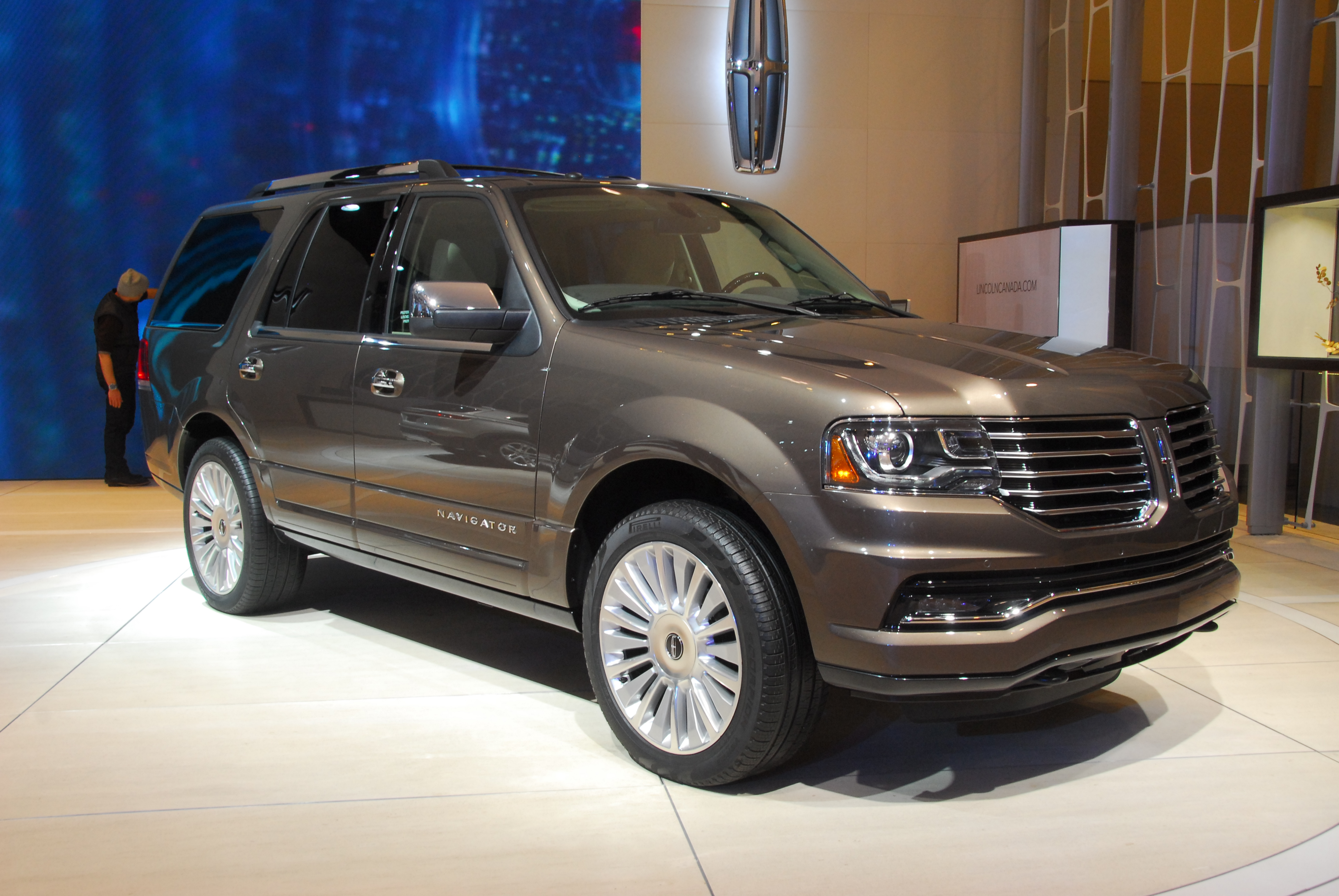
네비게이터
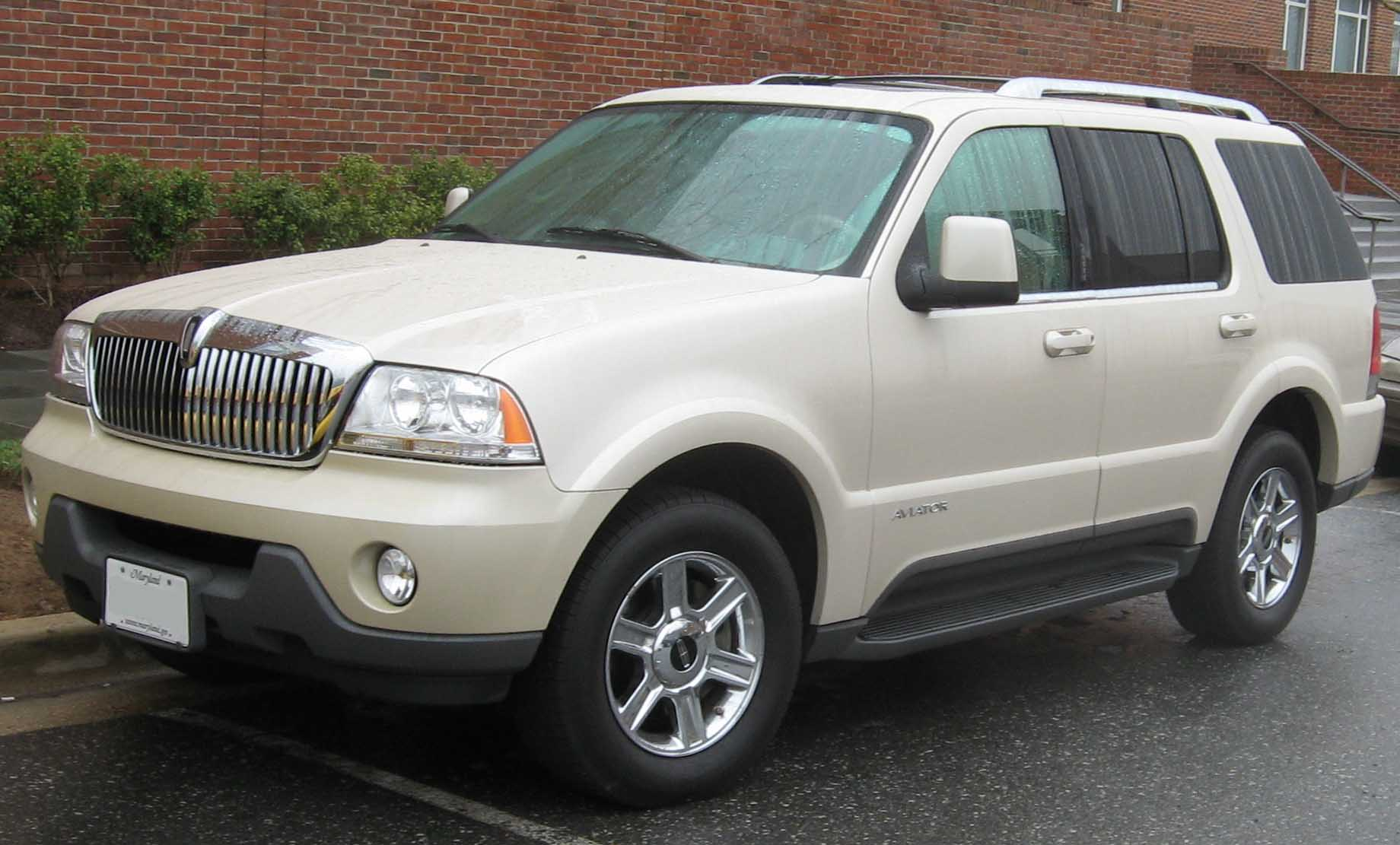
에비에이터
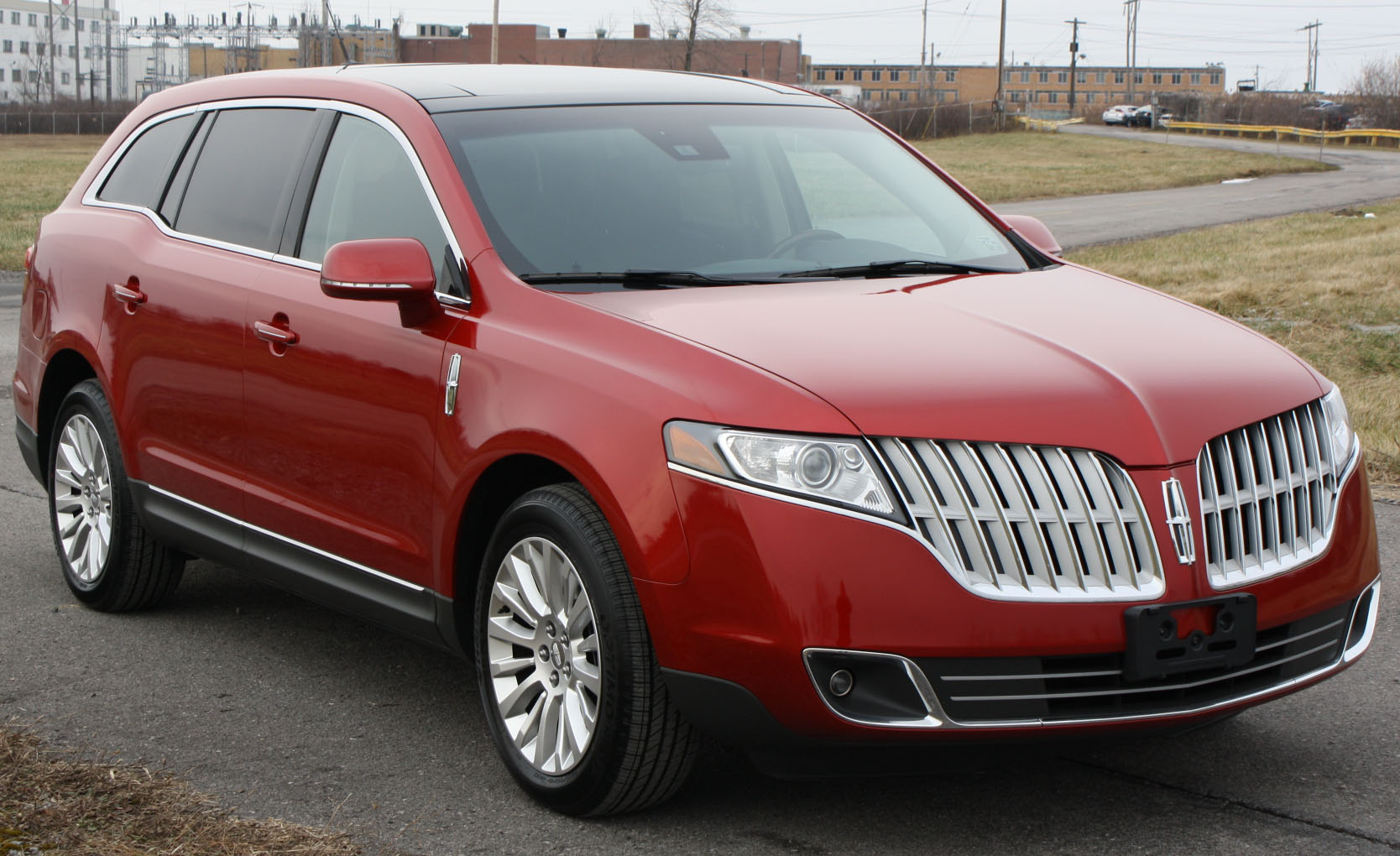
MKT
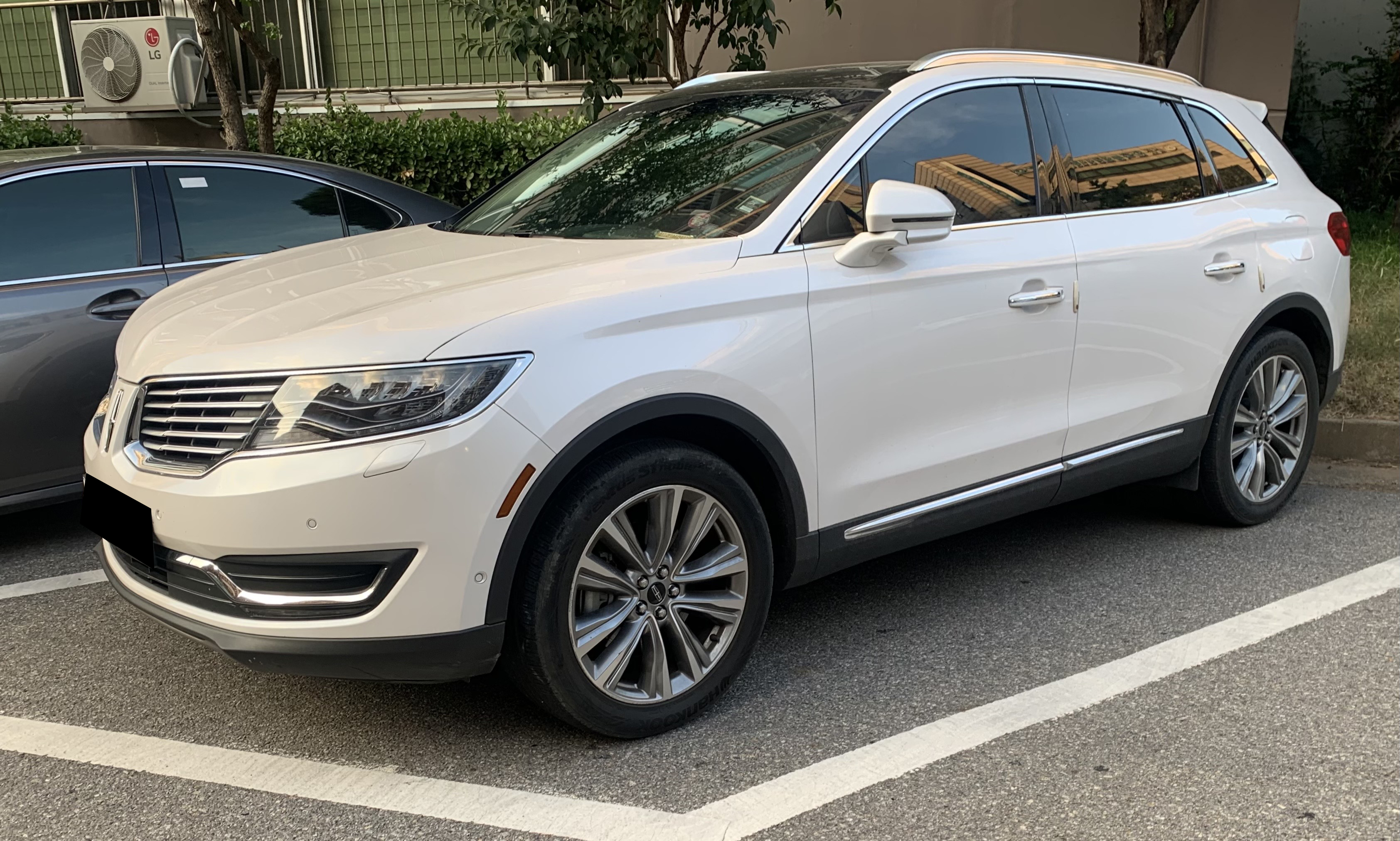
MKX
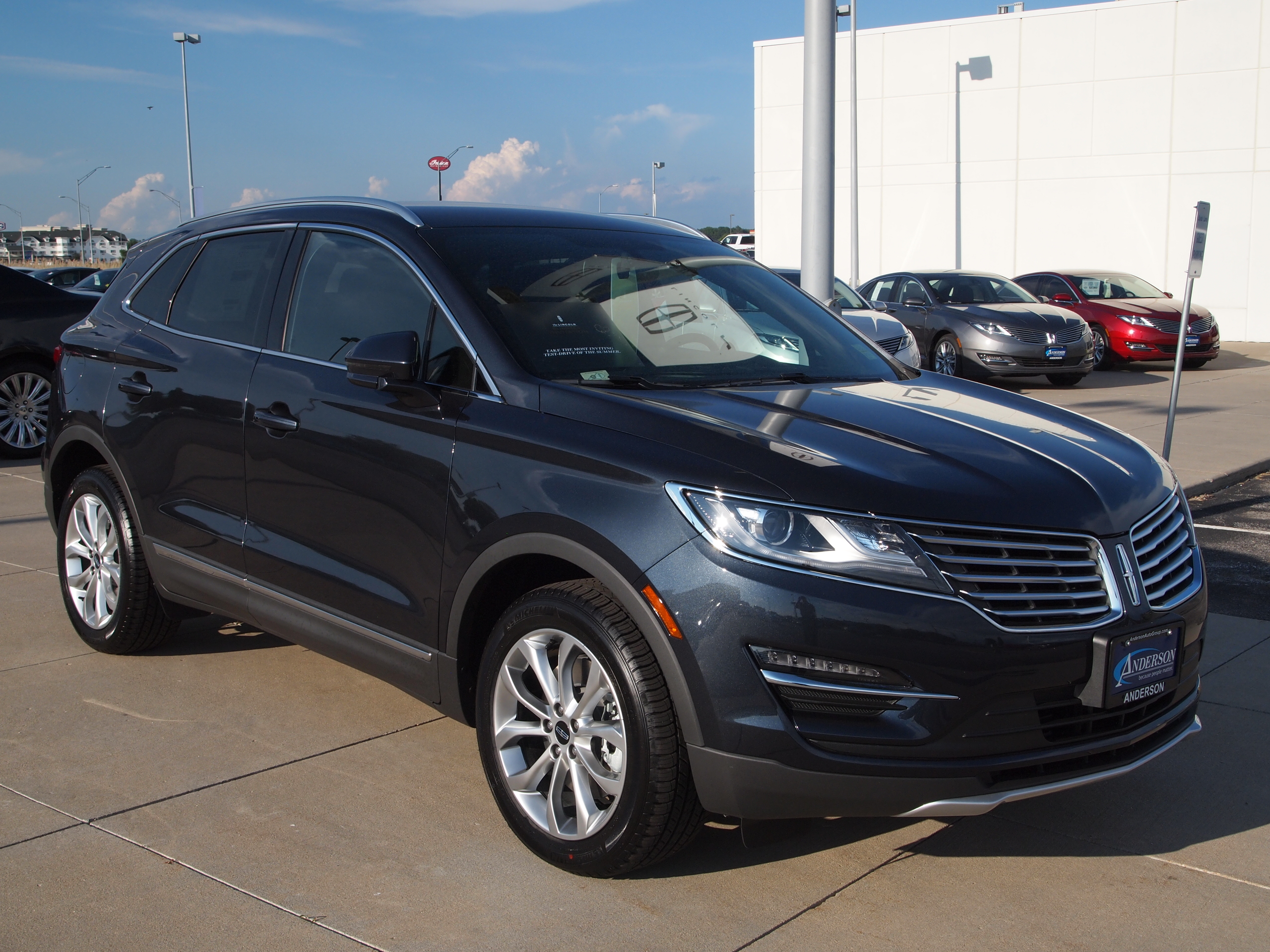
MKC